# اختلال خودزشت‌انگاری
در روان‌شناسی اختلال بدریخت‌انگاری یا اختلال بدشکلی بدنی (به انگلیسی: Body dysmorphic disorder) که گاهی هنوز به آن دیسمورفوفوبیا، به اختصار BDD، نیز گفته می‌شود، یک اختلال روانی است که با این ایده وسواس‌گونه توصیف می‌شود که برخی از جنبه‌های بدن یا ظاهر خود به شدت ناقص است و بنابراین اقدامات پنهانی را برای پنهان کردن یا رفع آن انجام می‌دهد. اختلالی است که مهم‌ترین تظاهر آن اشتغال ذهنی مفرط به وجود نقصی خیالی یا بزرگ‌نمایی‌شده در ظاهر است. در نوع هذیانی اختلال بدریخت انگاری، عیب تصور می‌شود. اگر نقص واقعی باشد، اهمیت آن به شدت اغراق می‌شود. در هر صورت، افکار در مورد آن فراگیر و مزاحم است، و ممکن است روزانه چند ساعت را درگیر آن‌ها باشد، باعث پریشانی شدید و اختلال در فعالیت‌های عادی دیگر شود. DSM-5 اختلال بدریخت انگاری را در طیف وسواسی-اجباری طبقه‌بندی می‌کند و آن را از بی‌اشتهایی عصبی متمایز می‌کند.
این بیماری معمولاً در دوران نوجوانی شروع می‌شود و هم زنان و هم مردان را تحت‌تأثیر قرار می‌دهد. دیسمورفیا عضلانی زیرگروه اختلال بدریخت انگاری است، بدن را خیلی کوچک می‌داند، بیشتر بر مردان تأثیر می‌گذارد. علاوه بر این که در مورد آن فکر می‌کند، فرد به‌طور مکرر و نقص ادراک‌شده را بررسی و مقایسه می‌کند و می‌تواند روال غیرمعمول در پیش گیرد تا از تماس اجتماعی جلوگیری کند. از ترس انگ، معمولاً دل‌مشغولی را پنهان می‌کند. به دلیل کیفیت زندگی‌ای که از طریق نقص تحصیلی و شغلی و انزوای اجتماعی به شدت آسیب دیده‌است، در اختلال بدریخت انگاری افکار خودکشی و اقدام به خودکشی بالاست.

## شیوع
اختلال بدریخت‌انگاری بدن معمولاً در طول دوره بلوغ آغاز می‌شود، اما در مواردی احتمال شروع از کودکی هم وجود دارد. در صورت عدم درمان می‌تواند مزمن و سال‌های متمادی موجب رنج فرد شود.
شیوع این اختلال با اندکی اختلاف در زنان بیشتر است. بر اساس یافته‌های یک پژوهش، شیوع آن در زن‌ها ۲٫۵ درصد و در مردها برابر با ۲٫۲ درصد است. مردها بیشتر در رابطه با اندام تناسلی، تناسب اندام و کم‌پشتی/کچلی موهایشان وسواس به خرج می‌دهند، درحالی که زنان بیشتر نسبت به پوست، شکم، وزن، پستان، باسن، ران، انگشتان پا و موهای زائد بدنشان حساس می‌شوند. علاوه بر این، به‌طور مشخص در جراحی فک و ارتودنسی، اختلال بدریخت‌انگاری بدن در زن‌ها شیوع بیشتری نسبت به مردها دارد. همچنین در مطالعه‌ای که روی زنان متقاضی لابیاپلاستی یا عمل زیبایی واژن انجام گرفت، مشخص شد که شیوع این اختلال در آن‌ها ۱۸٫۴ درصد است. بنابراین، جنسیت می‌تواند نقش مهمی در بروز علائم بالینی این اختلال ایفا کند.

## علائم
ناحیه تمرکز بدن می‌تواند تقریباً هر ناحیه‌ای باشد، اما معمولاً صورت، مو، شکم، ران یا باسن است. بسیاری به دنبال درمان‌های پوستی یا جراحی زیبایی هستند که به‌طور معمول پریشانی آن‌ها را برطرف نمی‌کند.
اختلال بدریخت انگاری دارای ویژگی‌های مشترک با اختلال وسواس است، اما شامل افسردگی بیشتر و اجتناب اجتماعی است. اختلال بدریخت انگاری اغلب با اختلال اضطراب اجتماعی ارتباط دارد.
عموماً، کسی که اختلال بدریخت انگاری را تجربه می‌کند، روزانه چندین ساعت یا طولانی‌تر را نقص جسمی درک شده را نشخوار می‌کند، یا از اجتناب اجتماعی یا استتار با لوازم آرایشی یا لباس استفاده می‌کند، به صورت مکرر ظاهر را بررسی می‌کند، آن را با سایر افراد مقایسه می‌کند و ممکن است اغلب به دنبال اطمینان کلامی باشد. بعضی اوقات ممکن است از آینه‌ها دوری کند، دائماً لباس‌ها را عوض کند، بیش از حد خود را آراسته کند، یا غذا خوردن را محدود کند.
اختلالات اجتماعی معمولاً بزرگ‌ترین است و گاهی نزدیک به اجتناب از فعالیتهای اجتماعی است. تمرکز و انگیزه ضعیف عملکرد دانشگاهی و شغلی را مختل می‌کند. اضطراب افراد دارای اختلال بدریخت انگاری بیشتر از اختلال افسردگی اساسی یا دیابت نوع ۲ است و میزان ایده و اقدام به خودکشی به ویژه زیاد است.

## علل
مانند بسیاری از اختلالات روانی، علت اختلال بدریخت انگاری احتمالاً پیچیده و در عین حال زیستی-روانی-اجتماعی از طریق تعامل عوامل مختلفی از جمله ژنتیکی، رشدی، روانی، اجتماعی و فرهنگی است. اختلال بدریخت‌انگاری معمولاً در طول اوایل نوجوانی توسعه می‌یابد، اگر چه بسیاری از بیماران تروما قبل از آن، سوءاستفاده، غفلت، اذیت‌کردن یا قلدری را ذکر می‌کنند. در بسیاری موارد، اضطراب اجتماعی در اوایل زندگی قبل از اختلال بدریخت‌انگاری وجود داشته‌است. اگرچه مطالعات دوقلوها در مورد اختلال بدریخت انگاری اندک است، یک مطالعه موروثی‌بودن آن را ۴۳ درصد تخمین زده‌است. عوامل دیگر ممکن است درونگرایی، تصویر منفی بدن، کمال‌گرایی، افزایش حساسیت زیبایی‌شناسی، و کودک‌آزاری و غفلت باشد.

## تشخیص
در روان‌پزشکی آمریکا، اختلال بدریخت‌انگاری در DSM-IV معیارهای تشخیصی به دست آورد، اما دانش پزشکان از آن، به ویژه در بین پزشکان عمومی، محدود است. در همین حال، شرم از نگرانی‌های بدنی و ترس از انگ باعث می‌شود بسیاری از افراد حتی با وجود نگرانی، آن را پنهان کنند.
به خاطر علائم مشترک، اختلال بدریخت‌انگاری معمولاً به عنوان اختلال اضطراب اجتماعی، اختلال وسواس-اجباری، اختلال افسردگی عمده یا هراس اجتماعی به اشتباه تشخیص داده می‌شود. تشخیص صحیح می‌تواند بستگی به سؤال تخصصی و همبستگی با پریشانی عاطفی یا اختلال عملکرد اجتماعی داشته باشد.

## درمان
داروهای ضدافسردگی، مانند مهارکننده‌های انتخابی بازگشت مجدد سروتونین (SSRI)، و درمان شناختی رفتاری (CBT) مؤثر هستند. قبل از معالجه، کتاب‌های خودیاری و وب‌سایت‌های پشتیبانی می‌توانند به آموزش روان‌شناسی کمک کنند.